# Curé de Compt
Curé de Compt also Pfarrer von Compt. Er stammte aus Laleu (Département Charente-Maritime) in der Nähe von La Rochelle

## Leben und Wirken
Ursprünglich war er als katholischer Priester in der Nähe von La Rochelle tätig. Später redigierte er auch für die Encyclopédie ou Dictionnaire raisonné des sciences, des arts et des métiers von Denis Diderot und Jean-Baptiste le Rond d’Alembert die Artikel Eau de vie und die entsprechenden Destillationsverfahren.